# Cornelia Jakobs
Anna Cornelia Jakobsdotter Samuelsson (Nacka, 9 maart 1992), beter bekend onder de naam Cornelia Jakobs, is een Zweedse zangeres en songwriter. Haar vader Jakob Samuel was de zanger van de Zweedse glam metal/heavy metalband The Poodles. Hierdoor kwam ze al vanaf jonge leeftijd in aanraking met muziek. Als onderdeel van de meidengroep Love Generation deed ze in zowel 2011 als 2012 mee aan Melodifestivalen, de Zweedse nationale preselectie voor het Eurovisiesongfestival. In beide gevallen wonnen ze niet. 
In 2021 was ze als tekstschrijver van de partij op Melodifestivalen. Met het nummer Best of Me kon zanger Efraim Leo echter niet doorstromen naar de finale.
In 2022 deed Jakobs weer mee aan Melodiefestivalen met het lied Hold Me Closer. Ze stroomde door naar de finale die ze met 146 punten won. Hierdoor mocht ze Zweden vertegenwoordigen op het Eurovisiesongfestival 2022, dat werd gehouden in de Italiaanse stad Turijn. Ze eindigde op de vierde plaats.
1958: Alice Babs · 
1959: Brita Borg · 
1960: Siw Malmkvist · 
1961: Lill-Babs · 
1962: Inger Berggren · 
1963: Monica Zetterlund · 
1965: Ingvar Wixell · 
1966: Lill Lindfors & Svante Thuresson · 
1967: Östen Warnerbring · 
1968: Claes-Göran Hederström · 
1969: Tommy Körberg · 
1971: Family Four · 
1972: Family Four · 
1973: Nova · 
1974: ABBA · 
1975: Lasse Berghagen · 
1977: Forbes · 
1978: Björn Skifs · 
1979: Ted Gärdestad · 
1980: Tomas Ledin · 
1981: Björn Skifs · 
1982: Chips · 
1983: Carola · 
1984: Herreys · 
1985: Kikki Danielsson · 
1986: Lasse Holm & Monica Törnell · 
1987: Lotta Engberg · 
1988: Tommy Körberg · 
1989: Tommy Nilsson · 
1990: Edin-Ådahl · 
1991: Carola · 
1992: Christer Björkman · 
1993: Arvingarna · 
1994: Marie Bergman & Roger Pontare · 
1995: Jan Johansen · 
1996: One More Time · 
1997: Blond · 
1998: Jill Johnson · 
1999: Charlotte Nilsson · 
2000: Roger Pontare · 
2001: Friends · 
2002: Afro-Dite · 
2003: Fame · 
2004: Lena Philipsson · 
2005: Martin Stenmarck · 
2006: Carola · 
2007: The Ark · 
2008: Charlotte Perrelli · 
2009: Malena Ernman · 
2010: Anna Bergendahl · 
2011: Eric Saade · 
2012: Loreen · 
2013: Robin Stjernberg · 
2014: Sanna Nielsen · 
2015: Måns Zelmerlöw · 
2016: Frans · 
2017: Robin Bengtsson · 
2018: Benjamin Ingrosso · 
2019: John Lundvik · 
2021: Tusse · 
2022: Cornelia Jakobs · 
2023: Loreen · 
2024: Marcus & Martinus · 
2025: KAJ